# Pseudoniphargus triasi
Pseudoniphargus triasi is een vlokreeftensoort uit de familie van de Allocrangonyctidae. De wetenschappelijke naam van de soort is voor het eerst geldig gepubliceerd in 1991 door Jaume.